# Den evige vej
Den evige vej ( finsk: Ikitie) er en finsk-svensk dramafilm fra 2017, som er instrueret af Antti-Jussi Annila og er baseret på en roman af Antti Tuuri, som også var med til at skrive manuskriptet. Medvirkende i filmen tæller blandt andre Tommi Korpela, Sidse Babett Knudsen, Hannu-Pekka Björkman, Irina Björklund og Ville Virtanen.

## Handling
Jussi Ketola, en finsk mand, vender tilbage fra Amerika, hvor han er flygtet fra den store depression. Han finder sit land i stor politisk uro. En nat bliver Ketola bortført fra sit hjem af nationalister og tvinges til at gå den evige vej mod Sovjet -Rusland .

## Medvirkende (i udvalg)
- Tommi Korpela som Jussi Ketola
- Sidse Babett Knudsen som Sara Ketola
- Hannu-Pekka Björkman som Kallonen
- Irina Björklund som Sofia
- Ville Virtanen som John Hill
- Helen Söderqvist som Martta Hill
- Lembit Ulfsak som Novikov
- Emmi Parviainen som Laina
- Jarkko Niemi som Karvinen